# Playa de Garrucha
La playa de Garrucha es un arenal situado en el municipio de Garrucha (provincia de Almería, Andalucía, España).

## Galería

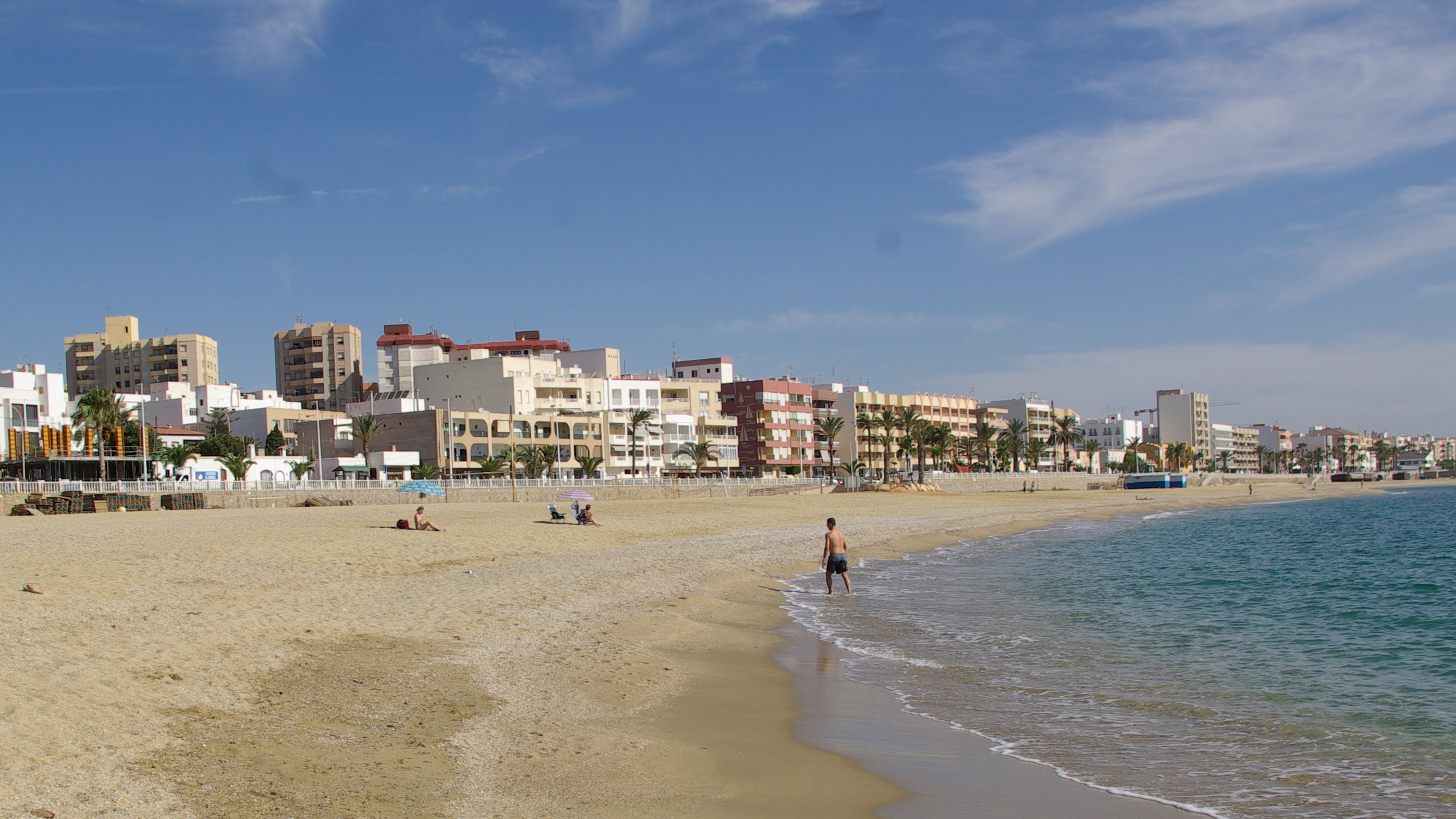
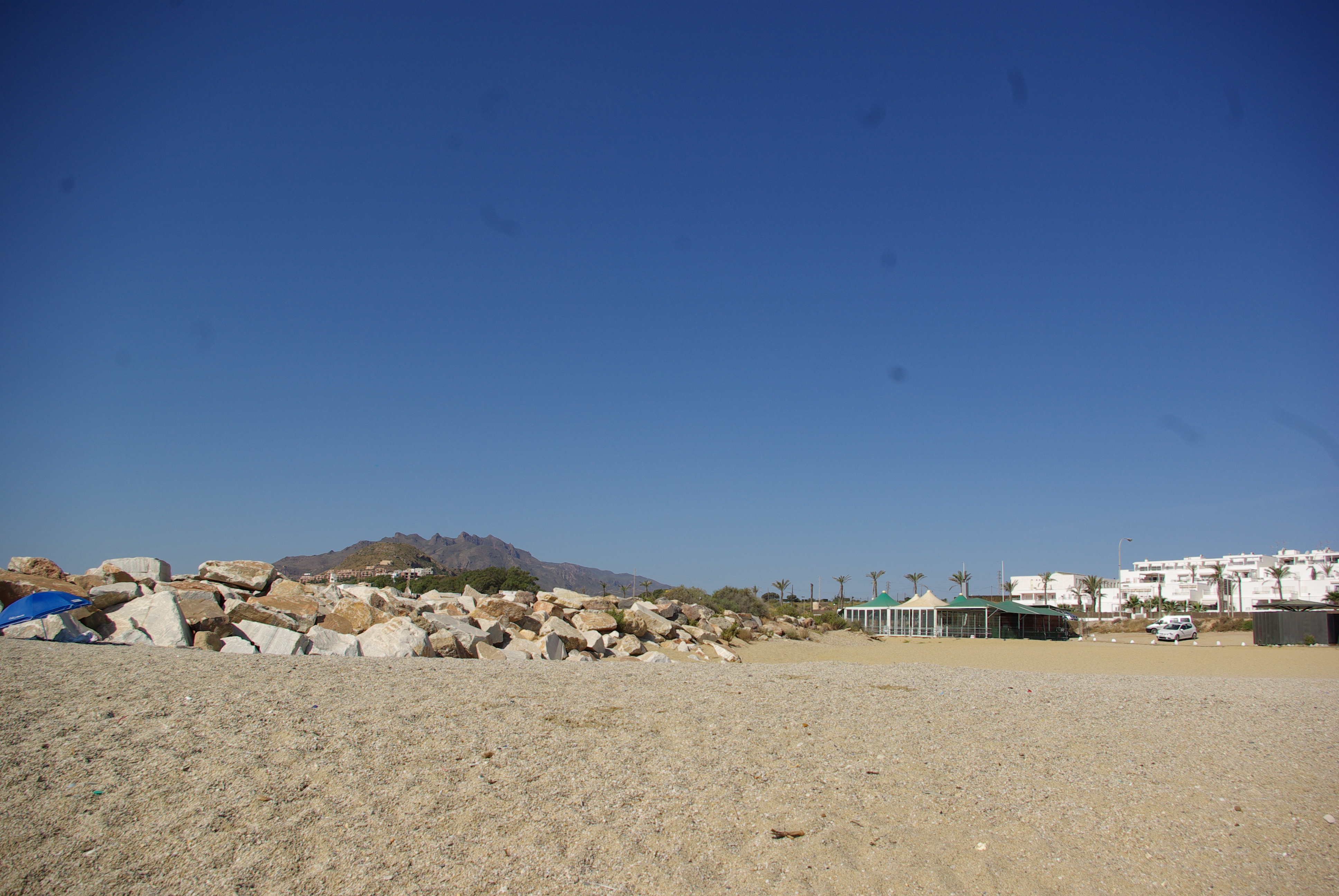
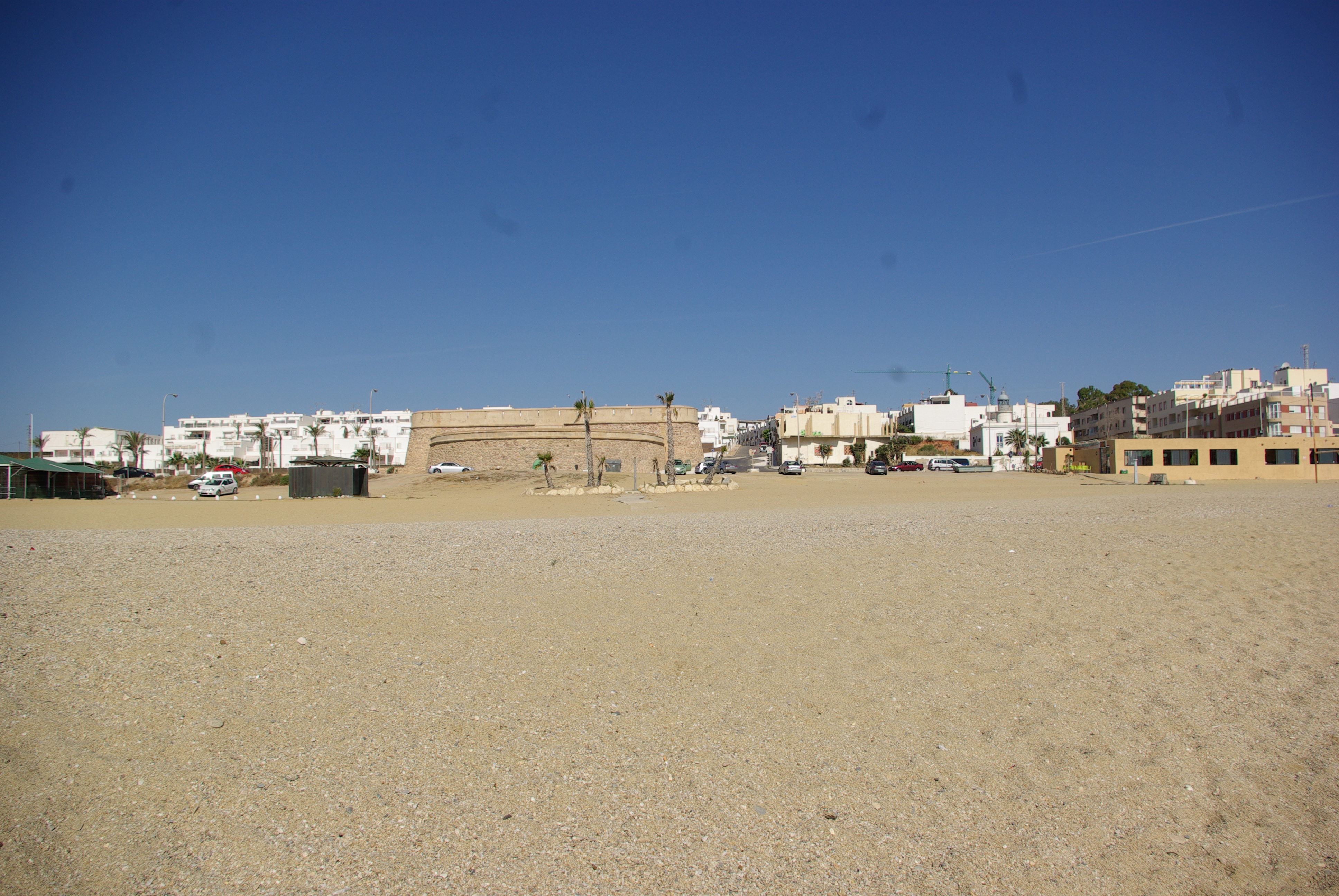
Playa con el Castillo de las Escobetas.